# 위도우메이커 (오버워치)
위도우메이커(영어: Widowmaker)는 블리자드 엔터테인먼트에서 개발하고 출판한 2016년 오버워치에 등장하는 플레이어 캐릭터다. 프랑스 출신으로, 본명은 아멜리 라크루아(프랑스어: Amélie Lacroix)이다. 공격 역할군으로 저격수이다.

## 개발과 디자인
위도우메이커는 2014년 블리즈콘에서 처음으로 소개되었으며, 그녀의 캐릭터가 저격수 겸 경무장 암살자임이 처음으로 언급되었다. 그녀는 오버워치에서 작업하기 이전 이미 자리잡은 타이탄으로부터 넘겨받은 아이디어였던, 크로스로드를 위한 등급 중 하나에 기초하고 있다.
위도우메이커는 그래플링 훅을 장비하고 있으며, 벽 너머를 볼 수 있는 능력을 가지고 있다고 언급되었다. 2015년 11월, 블리자드가 오버워치의 캐릭터들의 밸런스를 맞추기 위한 목표를 이어나가기 위해, 위도우메이커의 궁극기인 "적외선 투시"를 너프시키기로 했다.
 이 패치는 플레이어들이 적외선 투시를 사용하는 동안 위도우메이커의 궁극기를 충전할 수 없게 만들었다.
게임의 영어 및 프랑스어 버전은 클로에 올링이 목소리를 맡았다. 게임의 영어버전에서 그녀의 대화 중 일부는 프랑스어다. 대한민국의 경우에는 이지현이 목소리를 맡았다. 위도우메이커는 그녀의 피부색이 게임에서 보여지는 것처럼, 그녀의 느린 심박수로 인해 푸른 피부를 가졌다고 언급되었다. 캐릭터의 "누아르" 스킨은 게임의 사전예약주문 버전도 포함하고 있었다.

## 게임플레이
위도우메이커는 돌격, 저격의 두 가지 모드 소총인 "죽음의 입맞춤"을 무기로 장비하고 있다. 좌클릭을 길게 누르면 연사를 쏠 수 있고, 우클릭을 길게 누르면 스코프가 켜진다. 또한 갈고리를 사용해 위치를 이동하고 다른 영웅들이 도달할 수 없는 고지대에 도달할 수도 있다. 쿨타임은 18초이다. 또한 맹독 지뢰를 설치해 , 독이 활성화되면, 그 주변 모든 개체들에게 영향을 끼친다. 위도우메이커는 장애물을 넘어 영향을 받은 적을 볼 수 있으며, 이는 궁극기와 유사한 기능을 지닌다. 마지막으로 궁극기인 적외선 투시는 위도우메이커와 팀원들이 위치한 적을 벽과 장애물 너머로 볼 수있게 해준다. 그녀의 궁극기는 측면으로 오는 적을 상대할 때 사용할 수 있다. 장인으로는 안산저격수가 있다. 그리고 카르페도 장인이다.